# Clibanarius antillensis
Clibanarius antillensis är en kräftdjursart som beskrevs av William Stimpson 1862. Clibanarius antillensis ingår i släktet Clibanarius och familjen Diogenidae. Inga underarter finns listade i Catalogue of Life.